# Lé Vale
Lé Vale (en inglés: Vale; en francés: Le Valle) es una de las diez parroquias de Guernsey en la Bailía de Guernsey, Islas del Canal.
En 933 las islas, anteriormente bajo el control de Guillermo I, luego Ducado de Bretaña, fueron anexadas por el Ducado de Normandía. La isla de Guernsey y las otras islas del Canal representan los últimos vestigios del medieval ducado de Normandía.
Gran parte de la parroquia de Vale perteneciente al feudo de San Miguel, que benefició a los monjes benedictinos que vivían en una abadía que había sido construida junto a la Iglesia de Vale desde cuando fue otorgada en 1032 por Roberto I de Normandía quien aparentemente había sido atrapado en una tormenta, y su barco había terminado a salvo en Guernsey. Los derechos sobre el feudo fueron eliminados por Enrique VIII cuando emprendió la disolución de los monasterios.
Hasta 1806 la parroquia ocupó territorio en el continente de Guernsey, el Vingtaine de l'Epine, así como todo Le Clos du Valle, una isla de mareas que forma el extremo norte de Guernsey separada del continente por Le Braye du Valle, un canal de mareas. Le Braye fue drenado y reclamado en 1806 por el gobierno británico como medida de defensa. Vale ahora consta de dos territorios no contiguos.
El código postal de Vale comienza principalmente con GY3 y algunos comienzan con GY8.
La parroquia fue hermanada con el puerto de Normandía de Francia Barneville-Carteret en 1987.

## Castillo de Vale
El Castillo de San Miguel, ahora llamado Castillo de Vale, tiene un origen que se remonta al menos a 1000 años y fue utilizado como refugio de los ataques piratas. Probablemente se inició a finales del siglo X. En 1372 Owain Lawgoch, un aspirante al trono de Gales, atacó Guernsey a la cabeza de una compañía libre, en nombre de Francia. Este evento se llama popularmente La Descente des Aragousais. Owain Lawgoch se retiró después de matar a 400 milicianos de la isla. El poema del mismo nombre se refiere al castillo como el Château de l'Archange, la ubicación de la última batalla contra los insurgentes.
En 1615, la isla fue requerida para mantener el Castillo de Vale, mientras que la Corona mantuvo el Castillo Cornet. Ha sido un punto focal para la defensa; las modificaciones más recientes fueron realizadas por los ocupantes alemanes.